# 新竹八景
新竹八景，是臺灣新竹縣、市八處著名景點的統稱。由於歷史上轄區的調整，以及景點本身的環境變化，八景名單曾有異動。

## 1894年新竹縣八景
新竹縣成立於1876年1月（清光緒元年十月），由淡水廳拆分而成，最初轄區頗大，北起社子溪及其支流頭重溪，南至大甲溪，包括今之桃園市西部、新竹縣市、苗栗縣、臺中市北部。1889年（光緒十五年），新竹縣南邊拆分出苗栗縣，兩者大致以中港溪及其支流南港溪為界。
1894年（清光緒二十年），《新竹縣采訪冊》完稿，正式定義「新竹縣八景」，其中四景延續自淡水廳時期「全淡八景」中位於縣境內的四景，餘為新訂，列舉如下：:57-58
- 指峰凌霄（五指山）：位於今新竹縣竹東鎮、北埔鄉和五峰鄉交界處，為「全淡八景」之一
- 隙溪吐墨（客雅溪口）：位於今新竹市香山區，為「全淡八景」之一；客雅溪舊名隙仔溪，故得此景名
- 香山觀海（香山）：位於今新竹市香山區，為「全淡八景」之一
- 合水信潮（雙溪）：位於今新竹縣寶山鄉
- 鳳崎晚霞（鳳山崎）：位於今新竹縣湖口鄉、新豐鄉，為「全淡八景」之一
- 北郭煙雨（北郭園）：位於今新竹市北區，已消失
- 靈泉試茗（冷水坑溪）：位於今新竹市東區，溪旁靈泉寺（今金山寺）出泉水，故得此景名
- 潛園探梅（潛園）：位於今新竹市北區，已消失

## 1954年新竹縣八景
1954年，新竹縣文獻委員重擬「新竹縣八景」，其中僅有「指峰凌霄」（改名「五指凌霄」）、「鳳崎晚霞」兩景獲得保留，其餘皆為新訂，列舉如下：
- 五指凌霄（五指山）：位於新竹縣竹東鎮、北埔鄉和五峰鄉交界處，舊版八景之一
- 鳳崎晚霞（鳳山崎）：位於新竹縣湖口鄉、新豐鄉，舊版八景之一
- 清泉試浴（清泉溫泉）：位於新竹縣五峰鄉
- 飛鳳探梅（飛鳳山）：位於新竹縣芎林鄉
- 內灣垂釣（內灣溪流）：位於新竹縣橫山鄉
- 獅山佛洞（獅頭山）：位於新竹縣峨眉鄉與苗栗縣南鄉、三灣鄉交界地區
- 青湖棹月（青草湖）：位於新竹市東區
- 馬武連峰（馬武督山峰）：位於新竹縣關西鎮